# Jung-woo
Pessoas com este nome incluem:
- Kim Jung-woo (nascido em 1982),[1] futebolista sul-coreano.[2]
- Kim Jung-woo (nascido em 1990), ator e cantor sul-coreano.
- Jungwoo (nascido em 1998), cantor e dançarino sul-coreano.[3]